# Awez
Awez est un hameau belge de la commune d'Érezée située en province de Luxembourg.
Avant la fusion des communes de 1977, Awez faisait déjà partie de la commune d'Érezée.

## Situation
Ce petit hameau ardennais se trouve sur la rive gauche de l'Estinale (affluent de l'Aisne) entre le village d'Érezée situé à l'ouest et le hameau de Briscol.

## Description
Dans un environnement de pâturages bordés par l'Estinale, Awez compte quelques fermes du XIXe siècle en moellons de grès, en pierre calcaire ou en brique avec colombages et parfois encore recouvertes de toitures en cherbains (ardoises locales).